# Onesimus
Onesimus (fin du XVIIe siècle - années 1700) est un homme natif d'Afrique qui a ensuite vécu dans ce qui sera appelé les Treize Colonies dans l'Amérique britannique; il joue un rôle déterminant dans la transmission de la méthode de la variolisation, qui permet de limiter la mortalité de l'épidémie de variole de Boston de 1721. Son nom de naissance est inconnu. Il est asservi et, en 1706, est donné à un pasteur puritain de la Nouvelle-Angleterre, Cotton Mather, qui le renomme. Onesimus présente à Mather le principe et la procédure d'inoculation, qui sert de base au développement des vaccins. Après le début d'une épidémie de variole à Boston en 1721, Mather utilise les connaissances d'Onesimus pour plaider en faveur de l'inoculation de la population de Boston, une pratique qui s'est finalement étendue à d'autres colonies. Dans un sondage réalisé en 2016 par le magazine Boston, Onesimus est déclaré l'un des « meilleurs Bostoniens de tous les temps ».

## Biographie

### Jeunesse et asservissement
Le nom et le lieu de naissance d'Onesimus ne sont pas connus avec certitude. Les premiers documents le concernant datent de 1706 et signalent sa présence en Amérique britannique à la suite de son arrivée en tant qu'esclave. En décembre 1706, il est offert par les membres de sa congrégation à Cotton Mather, un pasteur puritain également connu pour son rôle dans les procès de sorcière de Salem. Mather le renomme en lui donnant un nom porté par un esclave du premier siècle de notre ère mentionné dans la Bible. Ce nom signifie « utile, aidant, ou rentable ».
Mather fait mention des « Guaramantee » comme groupe ethnique auquel appartient Onesimus. Ce terme désigne peut-être les Coromantee (en) Akan du Ghana. Mather prend conscience de l'intelligence d'Onesimus et lui apprend à lire et écrire au sein de sa famille (selon la biographe Kathryn Koo : à cette époque, l'alphabétisation est principalement associée à l'instruction religieuse et l'écriture est avant-tout un moyen de prise de notes dans un but commercial).

### Plaidoyer et controverse en matière de vaccination
« Enquiring of my Negro-man Onesimus, who is a pretty Intelligent Fellow, Whether he ever had the Small-Pox; he answered, both, Yes, and No; and then told me, that he had undergone an Operation, which had given him something of the Small-Pox, and would forever preserve him from it, adding that it was often used among the Guramantese, & whoever had the Courage to use it, was forever free from the Fear of the Contagion. He described the Operation to me, and showed me in his Arm the Scar., »
— Mather, Lettre de 1716 adressée à la  Royal Society of London , évoquant la méthode d'inoculation que lui a apprise Onseimus
En 1716 ou peu avant, Onesimus décrit à Mather le processus d'inoculation effectué sur lui et d'autres membres de sa société en Afrique (comme Mather l'a rapporté dans une lettre) : « Les gens extraient du jus de petite vérole ; coupent la peau, et mettent une goutte [dans la blessure] ». Dans le livre African Medical Knowledge, the Plain Style, and Satire in the 1721 Boston Inoculation Controversy, Kelly Wisecup soutient qu'Onesimus aurait été inoculé avant d'être vendu ou alors qu'il transitait par les Caraïbes avant d'arriver à Boston. La variolisation, une méthode d'inoculation, a longtemps été pratiquée en Afrique parmi les populations subsahariennes. La pratique était répandue parmi les populations réduites en esclavage dans le contexte colonial nord-américain, et les communautés d'esclaves continuaient de la pratiquer après leur arrivée sur place.
Mather décide de suivre les conseils médicaux d'Onesimus car, comme il l'écrit, « l'infériorité n'avait pas encore été inscrite de manière indélébile sur le corps des Africains ». De plus, Mather croit que la maladie, en particulier la variole, est un châtiment spirituel et physique : il considère donc le remède comme un « cadeau providentiel de Dieu ». Il y voit aussi un moyen d'être reconnu par la société de la Nouvelle-Angleterre de son époque, et de rétablir l'influence des personnalités religieuses en politique.
Lorsque Boston subit une épidémie de variole en 1721, Mather promeut l'inoculation comme forme de protection contre la maladie, citant comme sources Onesimus et la médecine populaire africaine. Son plaidoyer pour l'inoculation rencontre la résistance de ceux qui se méfient de la médecine africaine. Les médecins, les pasteurs, les laïcs et les fonctionnaires de la ville de Boston font valoir qu'inoculer la maladie à des individus en bonne santé la propagerait et qu'il est immoral d'interférer avec le fonctionnement de la providence divine. En outre, Mather est ridiculisé pour s'être appuyé sur le témoignage d'un esclave. Une crainte commune parmi les membres de la société coloniale blanche était que les Africains réduits en esclavage tentent de la renverser ; par conséquent, les connaissances médicales d'Onesimus sont reçues avec beaucoup de méfiance et le soupçon qu'il s'agit d'un stratagème pour empoisonner les citoyens blancs. Les Actes et Résolutions passés à Boston comprenaient des punitions et des codes basés sur la race pour empêcher les soulèvements d'esclaves ou de serviteurs (parce que les Bostoniens craignaient la conspiration et les conflits), montrant une société sceptique envers la médecine africaine.
Néanmoins, un médecin, Zabdiel Boylston, applique la méthode décrite par Onesimus, consistant à enfoncer une aiguille dans une pustule sur le corps d'une personne infectée et à entailler avec la même aiguille la peau d'une personne en bonne santé. Boylston inocule ainsi la variole d'abord à son fils de six ans et à deux de ses esclaves. Au total, 280 individus reçoivent ce type d'inoculation pendant l'épidémie de variole de Boston de 1721-22. Parmi les 280 patients inoculés seuls six décèdent de la variole (environ 2,2 pour cent), alors qu'on compte 844 décès parmi les 5 889 patients atteints de variole non inoculés (environ 14,3 pour cent). Une inscription sur la tombe de Boylston l'identifie à tort comme le « premier » à avoir introduit la pratique de l'inoculation en Amérique. La reconnaissance de la contribution d'Onésime à la science médicale arrive en 2016, lorsqu'il est classé parmi les 100 meilleurs Bostoniens de tous les temps par le magazine Boston et lorsque l'historien Ted Widmer de l'Université de la ville de New York note qu'«Onesimus a renversé un grand nombre des hypothèses raciales traditionnelles [des colons] ... [il] avait beaucoup plus de connaissances médicales que la plupart des Européens de Boston à cette époque,.

### Vie privée
Onesimus gagne un salaire indépendant et parvient à entretenir une maisonnée constituée de lui-même et de la femme qu'il épouse, tout en restant au service de la famille Mather. On ne sait pas si sa femme était une femme libre. Le couple a eu deux enfants ; tous deux décédés avant l'âge de dix ans. Son fils, Onesimulus, meurt en 1714 ; Katy, le deuxième enfant, meurt des suites de la tuberculose. Culturellement, les puritains croyaient que les enfants « appartenaient à Dieu », et les parents étaient exhortés à se préparer à la perte d'un enfant. Cette croyance est vraisemblablement liée au fait qu'entre 1640 et 1759, un enfant sur quatre décède avant l'âge de dix ans. Après la mort de ses enfants, Mather tente sans succès de convertir Onesimus au christianisme. Mather considère son incapacité à convertir son esclave comme un échec en tant qu'évangéliste puritain et chef de sa maison, car il estime que le refus d'Onesimus est censé amener le mécontentement de Dieu sur la famille Mather. Onesimus est catéchisé pendant son temps libre, alors que Mather tente de le convertir à la foi chrétienne.
En 1716, Onesimus tente d'acheter sa liberté à Mather, collectant des fonds pour acheter un autre esclave, nommé Obadiah, qui aurait pour rôle de le remplacer. Mather accepte, mais donne des conditions à sa libération, exigeant d'Onesimus qu'il reste disponible pour effectuer des tâches chez lui à sa demande, et qu'il lui rende cinq livres qu'Onesimus lui aurait volé.

## Postérité et hommages
Les connaissances d'Onésimus concernant la technique d'inoculation de la variole et ses effets protecteurs ont donc permis en partie de lutter contre la maladie. L'utilisation de la variolisation s'est répandue en Amérique britannique à partir de 1721, et elle a été introduite en Amérique du Sud en 1728.
Boston et Londres en 1726 et 1722, respectivement, effectuent des tests sur leurs habitants, et, en moyenne, l'inoculation de la variole réduit le taux de mortalité de la population infectée de 17% à 2%.
En 1796, la méthodologie d'inoculation introduite par Onesimus est remplacée par la méthode de vaccination que développe Edward Jenner contre la variole et la variole bovine. Par la suite, la vaccination devient obligatoire au Pays de Galles et en Angleterre et la variolisation est interdite à cause de ses effets secondaires. En 1980, l'Organisation mondiale de la santé déclaré que la variole a été complètement éradiquée grâce aux efforts mondiaux de vaccination, faisant de celle-ci la première et seule maladie infectieuse à avoir été entièrement éliminée.
Dans le sondage du magazine Boston de 2016, Onesimus est déclaré cinquante-deuxième sur une liste des cent « Meilleurs Bostoniens de tous les temps ».

## Ouvrages cités
- Kathryn Koo, « Strangers in the House of God: Cotton Mather, Onesimus, and an Experiment in Christian Slaveholding », Proceedings of the American Antiquarian Society, vol. 117,‎ 2007, p. 143–175 (lire en ligne, consulté le 25 octobre 2019)
- Christopher Ellis Hayden, Of Medicine and Statecraft: Smallpox and Early Colonial Vaccination in French West Africa (Senegal-Guinea), Evanston, Illinois, Northwestern University, 2008, 229 p. (DOI 10.21985/N2SM7H)
- Philip Yancey et Tim Stafford, Student Bible: New International Version, Grand Rapids, Michigan, Biblica, Inc., 2011 (ISBN 9780310437314)